# Sami Mahlio
Sami Mahlio (Valkeakoski, 12 de janeiro de 1972) é um futebolista finlandês.